# Condado de las Quemadas
El condado de las Quemadas es un título nobiliario español creado por la reina Isabel II el 8 de junio de 1868 a favor de María del Rosario Losada y Fernández de Liencres, vocal de los Establecimientos Generales de Beneficencia, dama noble de la Orden de la Reina María Luisa, hija de los X condes de Gavia, grandes de España, y VII condes de Valdelagrana, poseedores del antiguo señorío de las Quemadas y Doña Sol.
Alfonso XII por Real Despacho de 26 de abril de 1883 le autorizó para que, a falta de descendientes legítimos, pueda designar entre sus sobrinos carnales quien le haya de suceder en el título que posee de conde de las Quemadas.
Su denominación hace referencia a la hacienda de las Quemadas, antigua dehesa de pastos poblada de encinas y después a mediados del siglo XX finca de labor, situada en el municipio andaluz de Córdoba a orillas del río Guadalquivir en la carretera a Alcolea, antigua nacional IV. Parte de sus tierras forman hoy el Polígono Industrial de las Quemadas. Las recientes teorías sitúan la ciudad palatina de Medina Alzahira construida por Almanzor en el siglo X, y que fue destruida por el pueblo de Córdoba en 1009, en los alrededores de la antigua casa de recreo y ermita de los señores de las Quemadas que aún se conservan en esta hacienda. Constituía desde el siglo XIV, con el cortijo de Doña Sol al otro lado del río, un antiguo señorío hereditario, al que Felipe IV concedió, por Real Cédula dada en Madrid el 31 de agosto de 1638, la jurisdicción civil y criminal alta y baja para su término y territorio, mero y mixto imperio, horca y cuchillo, señorío y vasallaje, penas de cámara, homicidios, derechos de sangre, mostrencos y abintestatos en primera instancia, con calidad de poder elegir un alcalde ordinario cada año y los demás oficiales del ayuntamiento para el ejercicio de dicha jurisdicción. El V señor de las Quemadas toreó y jugó cañas durante la visita de Felipe IV a el Carpio en Córdoba en 1624. La II condesa realizó importantes obras de mejora en la casa de recreo en el siglo XX, elevándola una planta y dotándola de pistas de tenis de arena y de hierba y piscina y la convirtió en el centro de la vida familiar. La hacienda permaneció ininterrumpidamente en la familia desde el siglo XIV hasta 1975.

## Señores de las Quemadas[3]
- Alfonso Hernández de Estepa, I señor de las Quemadas y Doña Sol, por el mayorazgo fundado por su padre sobre parte del heredamiento de las Quemadas y Doña Sol, cuyo primer poseedor conocido fue su tatarabuelo Pedro Álvarez de Estepa, jurado de la ciudad de Córdoba en 1350.[4]

Casó con Marina Fernández de la Torre. Le sucedió su hijo:
- Diego de Estepa, II señor de las Quemadas y Doña Sol, vinculó todo el heredamiento de las Quemadas y Doña Sol en su hermana Beatriz y agregó otros bienes por su testamento otorgado el 28 de agosto de 1517. Le sucedió su hermana:[4]

- Beatriz Fernández de Estepa, III señora de las Quemadas y Doña Sol.[4]

Casó con Lope Ponce de León y Godoy, caballero de la Orden de Santiago, enterrado en el monasterio de San Jerónimo de Córdoba, hijo de los I señores de la Barquera, nieto materno de los II condes de Arcos, I marqueses de Cádiz y VI señores de Marchena. Le sucedió su única hija:
- Elvira de Godoy Ponce de León, IV señora de las Quemadas y Doña Sol,[4] enterrado en la capilla mayor de la parroquia de Santiago de Córdoba, en la bóveda del altar mayor al lado del Evangelio.

Casó con su sobrino segundo y primo tercero Jerónimo Muñiz de Godoy, IV señor de la Barquera y Palomarejo, sirvió a S.M. en el socorro de Cádiz contra los ingleses con su hijo mayor y muchos criados, caballero de la Orden de Santiago, enterrado en la capilla mayor de la parroquia de Santiago de Córdoba.  Le sucedió su hijo:
- Alonso de Godoy Ponce de León,[5][6] V señor de las Quemadas y Doña Sol, la Barquera y Palomarejo, caballero veinticuatro de la ciudad de Córdoba, sirvió a S.M. en la Real Armada, en el socorro de Cádiz, en la toma y jornada de Larache en 1610 y en el socorro de la Mamora en Marruecos en 1614 al que acudió con su hijo mayor y cuatro criados, procurador por Córdoba en las Cortes de 1615, toreó y jugó cañas en el Carpio en 1624 en presencia del Rey Felipe IV, caballero de la Orden de Santiago desde 1617, enterrado en la capilla mayor de la parroquia de Santiago de Córdoba.

Casó en primeras nupcias con María Venegas de Córdoba, hija de los señores del Temple y Rodrigo Álvarez. Contrajo un segundo matrimonio con María Fernández de Henestrosa. Casó en terceras nupcias con María Carrillo de Córdoba, nieta materna de los I señores de la Veguilla y Ochavillo. Le sucedió su hijo del tercer matrimonio:
- Antonio Jerónimo Muñíz de Godoy Ponce de León, VI señor de las Quemadas y Doña Sol a quien Felipe IV concedió la jurisdicción civil y criminal por Real Cédula dada en Madrid el 31 de agosto de 1638, señor de la Barquera y Palomarejo, sirvió a S.M. en la toma de la Mamora en Marruecos en 1614, caballero de la Orden de Calatrava desde 1626, enterrado en la capilla mayor de la parroquia de Santiago de Córdoba.

Casó con María Gómez de Cárdenas y Herrera, hija de los I vizcondes de Villanueva de Cárdenas. Le sucedió su hijo:
- Alonso Muñiz de Godoy Ponce de León, VII señor de las Quemadas y  Doña Sol, la Barquera y Palomarejo, enterrado en la capilla mayor de la parroquia de Santiago de Córdoba. Sin descendientes. Le sucedió su hermano:

- Diego de Godoy Ponce de León (1644-   ), I conde de Valdelagrana, VIII señor de las Quemadas y Doña Sol, la Barquera y Palomarejo, caballero veinticuatro de la ciudad de Córdoba, maestre de campo de un tercio de Infantería Española, gobernador de la plaza de Valencia de Alcántara, caballero de la Orden de Calatrava.

Casó con María Alfonsa de Chaves y Tejada, V señora de Valdelagrana, nieta materna de los I marqueses de Gallegos de Huebra. Le sucedió su hijo:
- José Antonio de Godoy, Ponce de León y Chaves (1681-   ), II conde de Valdelagrana, IX señor de las Quemadas y Doña Sol, la Barquera y Palomarejo, caballero de la Orden de Alcántara.

Casó en primeras nupcias con Inés de Valenzuela y, en segundas nupcias, con María de la Concepción de Saavedra, Torreblanca, Dávila, Mendoza y Méndez de Sotomayor (1685-   ), hija de los señores de las villas de Salobralejo, San Simones, Riofrío y Santa María de los Arroyos en Ávila. Le sucedió su hijo del segundo matrimonio:
- Diego de Godoy, Ponce de León, Saavedra y Torreblanca (   -1776), III conde de Valdelagrana, X señor de las Quemadas y Doña Sol, la Barquera y Palomarejo, primer teniente del regimiento de Reales Guardias de Infantería Italiana, siendo edecán de su tío el teniente general Manuel de Orléans, conde de Charny (casado con Teresa de Godoy y Chaves) acudió en 1734 a la coronación de Carlos III como rey de las Dos Sicilias, coronel de los Reales Ejércitos de las Dos Sicilias, coronel del regimiento de milicias de Córdoba, comandante de las armas del Reino de Granada.

Casó con Clara de Cárdenas Manrique de Lara. Le sucedió su hija:
- María Antonia de Godoy, Cárdenas, Manrique de Lara (1765-   ), IV condesa de Valdelagrana, XI señora de las Quemadas y Doña Sol, la Barquera y Palomarejo, poseedora de varios mayorazgos en Córdoba, Badajoz, Trujillo y Andújar, única patrona de la capilla mayor de la parroquia de Santiago de Córdoba con cuatro capellanías fundadas en ella por el general Pedro de Godoy y de la capilla y capellanía de los Armentales en la parroquia de la Magdalena de Córdoba, de la buena memoria para casar huérfanas pobres en la ciudad de Trujillo, de una capellanía en Trujillo y otra en Badajoz.

Casó con Mariano Gutiérrez de los Ríos y Venegas (1744-   ), VI conde de Gavia, grande de España, señor de la fortaleza y torre de Don Lucas, la Herradura, el Morillo, Cañada Blanca, la Higuera y Carcabillas, poseedor de varios mayorazgos en Córdoba, Baeza y Granada, patrono del convento de redentores mercedarios y del de religiosas de Nuestra Señora de la Concepción y sus capellanías de Córdoba, único patrono de las casas y hospitales de Santa María de los Huérfanos y del hospital de pobres incurables de San Andrés de Córdoba, de las iglesias de San Pablo y el Salvador de Baeza, único patrono de la ermita de San Juan Bautista extramuros de Granada y de las cuatro capellanías fundadas en ella, patrono del colegio de la Purísima Concepción de Granada para educandas nobles huérfanas con la regalía de proveer diez becas en él, caballero veinticuatro de las ciudades de Córdoba y Granada, regidor perpetuo de la ciudad de Baeza, gentilhombre de cámara y mayordomo mayor de semana de S.M., maestrante de Sevilla. Le sucedió su hijo:
- Diego Gutiérrez de los Ríos y Godoy, VII conde de Gavia, grande de España, V conde de Valdelagrana, XII señor de las Quemadas y Doña Sol, la Barquera y Palomarejo.

Casó con María de los Dolores de Cabrera y Fernández de Mesa, hija de los V condes de Villanueva de Cárdenas y VI marqueses de Villaseca.Le sucedió su hija:
- Rafaela Gutiérrez de los Ríos y Cabrera, VIII condesa de Gavia, grande de España, VI condesa de Valdelagrana, XIII señora de las Quemadas y  Doña Sol, la Barquera y Palomarejo.

Casó con Juan de Dios de Aguayo, Manrique y Bernuy (   -1865), II marqués de Villaverde, patrono de la capilla de la Santísima Trinidad de la catedral de Córdoba, brigadier de Caballería, miembro de la Junta Municipal de Beneficencia de Córdoba. Sin descendientes. Le sucedió su tía:
- María del Rosario Gutiérrez de los Ríos y Godoy (1782-1838), IX condesa de Gavia, grande de España, VII condesa de Valdelagrana, XIV señora de las Quemadas y Doña Sol, la Barquera, Palomarejo, plaza y torre de Don Lucas, la Herradura, el Morillo, Cañadablanca, la Higuera y Carcabillas, heredera de los patronatos de sus padres en Córdoba, Baeza y Granada, enterrada en la capilla de los Obispos de la catedral de Córdoba.

Casó con Antonio de Losada Quiroga y Hernández de Zúñiga (1786-1853), señor de la jurisdicción y cotos de Abelenda y Mira en el arzobispado de Santiago de Compostela y del mayorazgo fundado por Rodrigo de Quiroga y Losada, teniente del regimiento provincial de Infantería de Mondoñedo, gentilhombre de cámara con ejercicio de Fernando VII, enterrado en la capilla de los Obispos de la catedral de Córdoba. Le sucedió su hijo:
- Pedro de Losada y Gutiérrez de los Ríos (1814-1890), X conde de Gavia, grande de España, VIII conde de Valdelagrana, propietario del antiguo señorío de las Quemadas y Doña Sol y demás de su familia, patrono del hospital de San Andrés de Córdoba y del colegio de Nuestra Señora de la Concepción de Granada, senador del Reino por derecho propio, gentilhombre de cámara con ejercicio y servidumbre de Isabel II, Alfonso XII y Alfonso XIII, maestrante de Sevilla, gran cruz y vocal de la asamblea suprema de la Orden de Carlos III, enterrado en la capilla de los obispos de la catedral de Córdoba.

Casó con Ángela María de África Fernández de Liencres y Carvajal (1809-1885), dama de honor de las reinas Isabel II, María de las Mercedes y María Cristina, enterrada en la capilla de los Obispos de la catedral de Córdoba, hija de los I marqueses del Donadío y VII vizcondes de la Villa de Miranda. Le sucedió en la propiedad del antiguo señorío de las Quemadas y Doña Sol su hija:

## Condes de las Quemadas
- María del Rosario Losada y Fernández de Liencres (1838-1921), I condesa de las Quemadas,[1] vocal de los Establecimientos Generales de Beneficencia, dama noble de la Orden de la Reina María Luisa, propietaria de los antiguos señoríos de las Quemadas y Doña Sol, la Barquera, Palomarejo y el Morillo, enterrada en la capilla de los Obispos de la catedral de Córdoba.

Casó con Enrique Enríquez y García (1820-1887), teniente general de los Reales Ejércitos, comandante general del Real Cuerpo de Guardias Alabarderos, jefe del Cuarto Militar de la Reina Regente, primer ayudante de S.M. el Rey, capitán general de Granada y de Galicia, consejero y presidente del Consejo Supremo de Guerra y Marina, consejero de Estado, grandes cruces de las Órdenes de Carlos III, Isabel la Católica, San Hermenegildo y del Mérito Militar, cruz de la Orden de San Fernando de primera clase, caballero de la Orden de San Juan de Jerusalén, gran cruz de la Orden de la Corona de Hierro de Austria, oficial de la Legión de Honor de Francia, tres veces benemérito de la Patria, enterrado en la capilla de los Obispos de la catedral de Córdoba. Sin descendientes. Le sucedió su sobrina e hija adoptiva en 19 de julio de 1921:
- Beatriz Losada y González de Villalaz (1880-1972), II condesa de las Quemadas,[1] prohijada por su tía la I condesa de las Quemadas el 24 de mayo de 1901, un mes antes de contraer matrimonio, propietaria de los antiguos señoríos de las Quemadas y Doña Sol, la Barquera, Palomarejo y el Morillo (hija de Ángel Losada y Fernández de Liencres, I marqués de los Castellones, grande de España, hermano de la I condesa, cuya ganadería brava bajo el hierro «Marqués de los Castellones» pastaba en las Quemadas, y de su mujer María González de Villalaz y Fernández de Velasco).

Casó el 17 de junio de 1901 con Joaquín Patiño y Mesa (1876-1947), ayudante de campo del ministro de la Guerra José Sánchez Guerra, coronel de Caballería de la Escolta Real y ayudante de órdenes de Alfonso XIII, juez eventual de San Sebastián y presidente de la Diputación de Guipúzcoa durante la Guerra Civil, miembro de la comisión permanente de la Asociación General de Ganaderos, caballero de la Orden de Carlos III, cruz y placa de la Orden de San Hermenegildo, hijo de los VI marqueses del Castelar, grandes de España. En 20 de marzo de 1975, le sucedió su bisnieto:
- Antonio Álvaro Márquez y Ulloa (n. 1953), III conde de las Quemadas.[1] Era hijo de José Joaquín Márquez y Patiño, V duque de Grimaldi, grande de España, y de su mujer María de las Mercedes de Ulloa y Ramírez de Haro; nieto paterno de José María Márquez y Castillejo, IX marqués de Montefuerte, y de su mujer María del Rosario Patiño y Losada, nacida en la hacienda de las Quemadas en 1902, IV duquesa de Grimaldi, grande de España, hija única de la II condesa.

Casó en primeras nupcias con Marta Navarro y Valero y, en segundas nupcias, con Carmen Herbosch y Huidobro (1956-2003).En 24 de junio de 2002, en ejecución de sentencia, le sucedió su sobrino:
- José Joaquín Márquez y Príes (1978), IV conde de las Quemadas,[7] VI duque de Grimaldi, grande de España,[1] caballero del Real Cuerpo de la Nobleza de Madrid. hijo de José Joaquín Márquez y Ulloa, VI duque de Grimaldi, X marqués de Montefuerte, hermano primogénito del III conde, y de su mujer María del Carmen Pries y Picardo.

Casado con Patricia Carballo y Fernández de Villalta.